# جيه. بيري
جيه. بيري (بالإنجليزية: J.J. Perry)‏ هو لاعب تايكوندو وممثل أمريكي، ولد في 1965. بدأ مشواره المهني سنة 1985.

## أعمال

### أفلام
- (2014) جون ويك[4][5]

## وصلات خارجية
- جيه. بيري على موقع IMDb (الإنجليزية)
- جيه. بيري على موقع قاعدة بيانات الفيلم (الإنجليزية)